# Rolands Šmits
Rolands Šmits (Valmiera, 25 giugno 1995) è un cestista lettone.

## Carriera
Con la Lettonia ha disputato i Campionati europei del 2017.

## Statistiche

### Eurolega
| Anno      | Squadra         | PG  | PT | MP   | TC%  | 3P%  | TL%  | RP  | AP  | PRP | SP  | PP   |
| --------- | --------------- | --- | -- | ---- | ---- | ---- | ---- | --- | --- | --- | --- | ---- |
| 2018-2019 | Barcellona      | 14  | 0  | 11,6 | 38,9 | 37,0 | 90,9 | 2,0 | 0,6 | 0,4 | 0,2 | 4,4  |
| 2019-2020 | Barcellona      | 16  | 10 | 9,9  | 44,2 | 47,4 | 75,0 | 1,8 | 0,3 | 0,1 | 0,1 | 3,1  |
| 2020-2021 | Barcellona      | 41  | 8  | 15,9 | 57,3 | 39,6 | 76,7 | 3,2 | 0,6 | 0,4 | 0,2 | 5,5  |
| 2021-2022 | Barcellona      | 36  | 3  | 14,9 | 47,7 | 19,6 | 92,0 | 3,1 | 0,6 | 0,4 | 0,1 | 4,4  |
| 2022-2023 | Žalgiris Kaunas | 37  | 36 | 23,4 | 49,1 | 38,3 | 85,5 | 4,7 | 1,1 | 0,4 | 0,1 | 9,7  |
| 2023-2024 | Žalgiris Kaunas | 31  | 24 | 22,9 | 51,2 | 37,5 | 77,3 | 4,3 | 1,2 | 0,6 | 0,1 | 10,5 |
| 2024-2025 | Anadolu Efes    | 39  | 4  | 18,1 | 54,0 | 38,6 | 81,8 | 2,5 | 0,9 | 0,3 | 0,1 | 6,8  |
| Carriera  | Carriera        | 214 | 85 | 17,7 | 50,7 | 36,5 | 82,3 | 3,3 | 0,8 | 0,4 | 0,1 | 6,8  |

### Eurocup
| Anno      | Squadra     | PG | PT | MP   | TC%  | 3P%  | TL%  | RP  | AP  | PRP | SP  | PP  |
| --------- | ----------- | -- | -- | ---- | ---- | ---- | ---- | --- | --- | --- | --- | --- |
| 2016-2017 | Fuenlabrada | 14 | 7  | 22,0 | 55,1 | 48,8 | 54,2 | 2,8 | 0,9 | 0,6 | 0,0 | 9,4 |
| Carriera  | Carriera    | 14 | 7  | 22,0 | 55,1 | 48,8 | 54,2 | 2,8 | 0,9 | 0,6 | 0,0 | 9,4 |

## Palmarès

### Squadra
- Campionato spagnolo: 1

Barcellona: 2020-2021
- Campionato lituano: 1

Žalgiris Kaunas: 2022-2023
- Copa del Rey: 3

Barcellona: 2019, 2021, 2022
- Liga catalana: 1

Barcellona: 2019
- Coppa di Lituania: 2

Žalgiris Kaunas: 2022-2023, 2023-2024
- Coppa del Presidente: 1

Anadolu Efes: 2024

### Individuale
- Eurocup Rising Star: 1

Fuenlabrada: 2016-17